# Orbán Júlia
Orbán Júlia (Arad, 1939. március 19. – 2024. január 1.) vegyészmérnök. Orbán Ottó költő özvegye.

## Életpályája
Júlia Szabó néven született 1939. március 19-én Aradon, de mivel édesapja nem volt hajlandó felvenni a román állampolgárságot, kiutasították őket Romániából. Még két éves sem volt, amikor Budapestre költöztek, és a háború után itt kezdett el iskolába járni. Édesapja nem élte túl a munkaszolgálatot. Édesanyja a Zeneakadémián tanult, mestere Kadosa Pál volt, akihez aztán feleségül ment. Gimnazista korában már eldőlt, hogy  nem zenész lesz, civil foglalkozást választ és édesapja nyomát követve vegyészmérnöknek tanult. 1962-ben, még diplomája megszerzése előtt  házasságot kötött Orbán Ottóval. Időközben középfokú német és felsőfokú angol külkereskedelmi szakmai nyelvvel bővített nyelvvizsgát is tett. Vegyészmérnöki oklevele megszerzése után a Diósdi Csapágygyár anyagvizsgáló laboratóriumában helyezkedett el, majd 1963-tól a Magyar Kereskedelmi Kamara Piackutató Főosztályán dolgozott. 1964-ben a Konjunktúra és Piackutató Intézethez került, ahol vegyipari témájú kutatásokban vett részt. 1967-ben a BME-n szerzett gazdasági mérnöki oklevelet. 1987-től 1993-ban való nyugdíjba vonulásáig a Kopint-Datorg Rt. főmunkatársa, majd a Marketing Főosztály vezetője lett.

## Munkássága
Kutatási területe a vegyipari termékek piacának, árainak, fejlesztési lehetőségeinek feltárása, előrejelzések készítése, beruházási döntések előkészítéséhez kapcsolódó tanulmányok írása volt. 
1964 és 1968 között részt vett az ENSZ Európai Gazdasági Bizottsága Vegyipari Munkacsoportjának tevékenységében, mint a magyar delegáció tagja, valamint 1989-ben a NIRA National Institute és a  Kopint-Datorg Konjunktúra Kutatási Alapítvány worshopjának szervezésében, menedzselésében és anyagának sajtó alá rendezésében. 1994-ben a Center for International Private Enterprise kutatási programjában működött közre. 
Megjelent hat szakmai tanulmánya is.